# Santa Rosa de Calchines
Santa Rosa o Calchines, más conocido como Santa Rosa de Calchines, es una comuna del departamento Garay en la provincia de Santa Fe, Argentina. Se encuentra a 40 km de la ciudad de Santa Fe, sobre la Ruta Provincial 1.

## Historia
El origen de la localidad es la reducción franciscana de San Miguel de los Calchines, que fue fundada en 1616, durante el gobierno de Hernando Arias de Saavedra que luego desapareció.
En 1834 el gobernador Estanislao López trasladó a los indios de la antigua reducción de San Javier al lugar donde estuvo la reducción de San Miguel de los Calchines, encargando la atención religiosa de los indios Mocovíes a los misioneros franciscanos del Colegio Apostólico de San Carlos que enviaba misioneros para bautizar, casar y enseñar doctrina a indios reducidos. En 1856 se nombra al padre Fray José María Zattoni cura de la misión, quién calcula en 3000 los indios reducidos. Ante la importancia de la misión inicia gestiones ante el gobierno provincial para el establecimiento de un pueblo y comienza a recaudar fondos para la construcción de un templo.
Pero el gobernador Juan Pablo López impediría la concreción de este sueño cuando ordena el regreso de los indios a San Javier. En 1860 el gobernador Rosendo María Fraga decide el regreso de los indios a Calchines. Y a comienzos de 1861 el nuevo gobernador Pascual Rosas ordena el regreso de los indios reducidos a San Javier. Cansados de su largo peregrinar un grupo de indios se subleva y decide permanecer en el lugar, surgiendo la reducción de Calchines.
En marzo de ese año es nombrado prefecto de misiones el padre Fray Antonio Rossi que de inmediato se dedica a la construcción del templo en Calchines. La obra se inicia en 1861 y se inaugura en 1863. 
La construcción del templo promovió la creación del pueblo compuesto por una variedad de etnias que lo enriquecieron en sus costumbres. Sus principales celebraciones son San Antonio el 13 de junio y Santa Rosa el 30 de agosto. Todos los 13 de junio venían los indígenas desde los toldos y desde el monte con la imagen del santo en andas al son de la música de un violín de una cuerda, una caja y una flauta. Hoy se continúa con esta tradición, y todos los 13 de junio de cada año San Antonio permanece durante nueve días en la iglesia para el rezo de la novena y el día 13 inicia la procesión con banderas desplegadas y el retumbar de las cajas para luego regresar a su ermita en la casa de la familia Los Santos donde se realizan diversos festejos populares.
La recuperación de la historia de Santa Rosa de Calchines está plasmada en la obra "Historia sagrada del pueblo qom en el país chaqueño" del argentino Flavio Dalostto.
A mediados de 1861 el gobernador Pascual Rosas inicia una política de afianzamiento de los indios y es así que crea por decreto el pueblo de Santa Rosa en la reducción e Calchines. Para ello compra un terreno con puerto sobre el arroyo Calchines y comisiona al Agrimensor  Bustinza para el trazado del pueblo y sus chacras, obra que realiza gratuitamente.
Aunque no tiene fecha de fundación, la mayoría de los historiadores entienden que un 29 de abril de 1861, nacía como pueblo la localidad costera de Santa Rosa de Calchines, la fecha se debe a que ese día fueron aprobados los planos para el pueblo. 

## Creación de la comuna
- 14 de julio de 1886.

## Actividades económicas
- Agricultura: Extensos sembradíos de hortalizas en los que se destaca la producción de zanahoria, lechuga, choclo, zapallito, entre otros.

- Ganadería: Predomina la cría de ganado, principalmente vacuno, en zona de islas.

- Pesca: Muchos de los habitantes vive de esta actividad, ya que, es una de las actividades más desarrolladas en la zona. Se cuenta con especies como sábalo, amarillo, surubíes, moncholos, paties, dorados, entre otras especies.

- Turismo: Santa Rosa de calchines cuenta con diversos alojamientos como complejos de cabañas,casas de campo y camping que son visitados por cientos de turistas que se deleitan con la belleza de su paisaje natural.

- Floricultura: Se destacan los cultivos de rosas, gladiolos, jazmines, yerberas, entre otros.

- Fruticultura: En esta actividad la producción principal es la de frutilla.

- Producción de Productos Artesanales: Artesanos que se dedican a la producción gastronómica, bijou, trabajo en cuero, dulces, entre otras cosas.

## Santos Patronos
Santa Rosa de Calchines cuenta con dos santos patronos. El 13 de junio de cada año se homenajea a San Antonio de Padua. Se hace un festival folclórico en el predio donde se encuentra su ermita perteneciente a la familia De Los Santos. 
Por otro lado, cada 30 de agosto se rinde honores a Santa Rosa de Lima. Se hace una fiesta popular en la Plaza "San Martín".

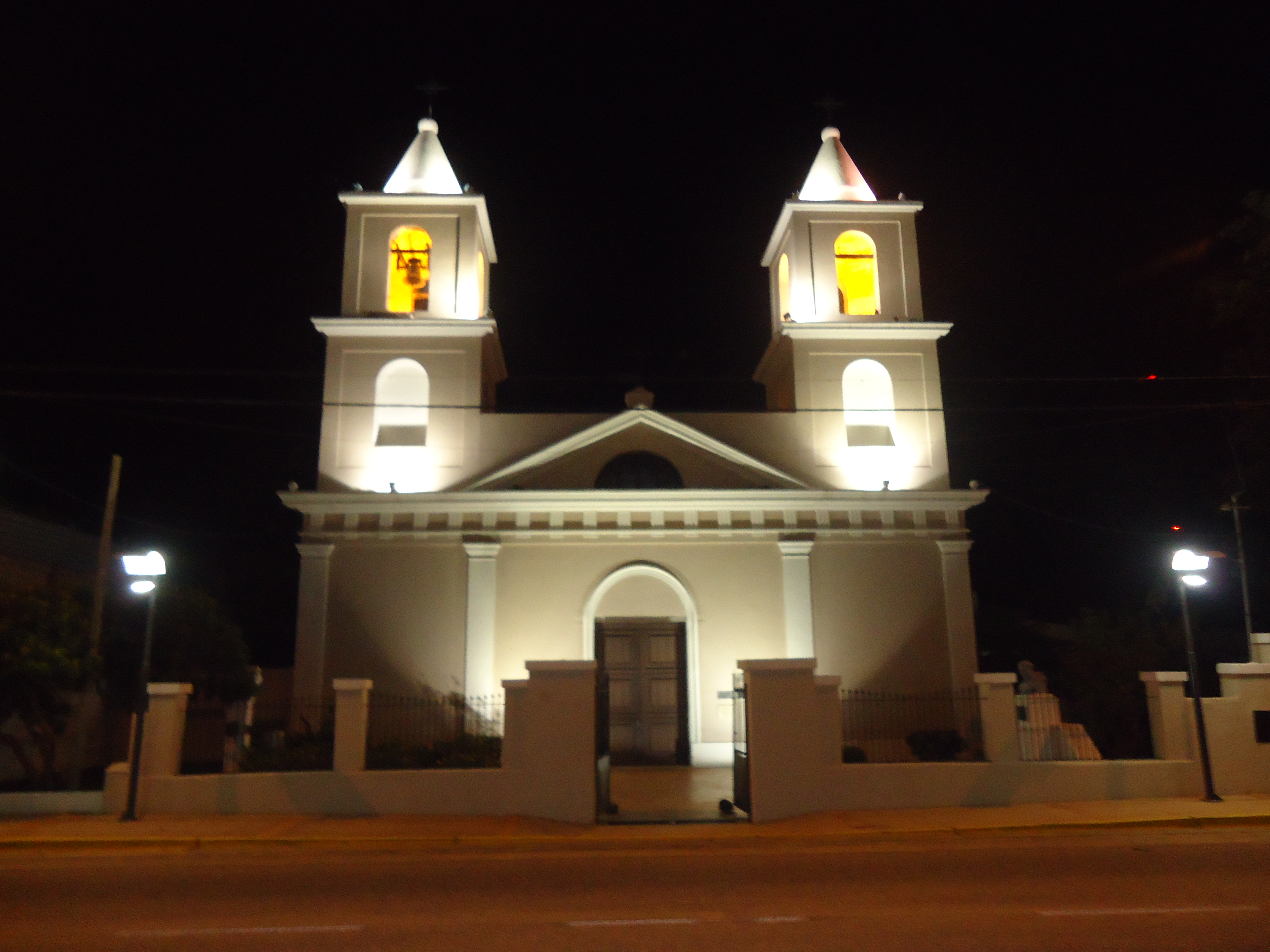
Imagen nocturna de la Parroquia Santa Rosa de Lima.

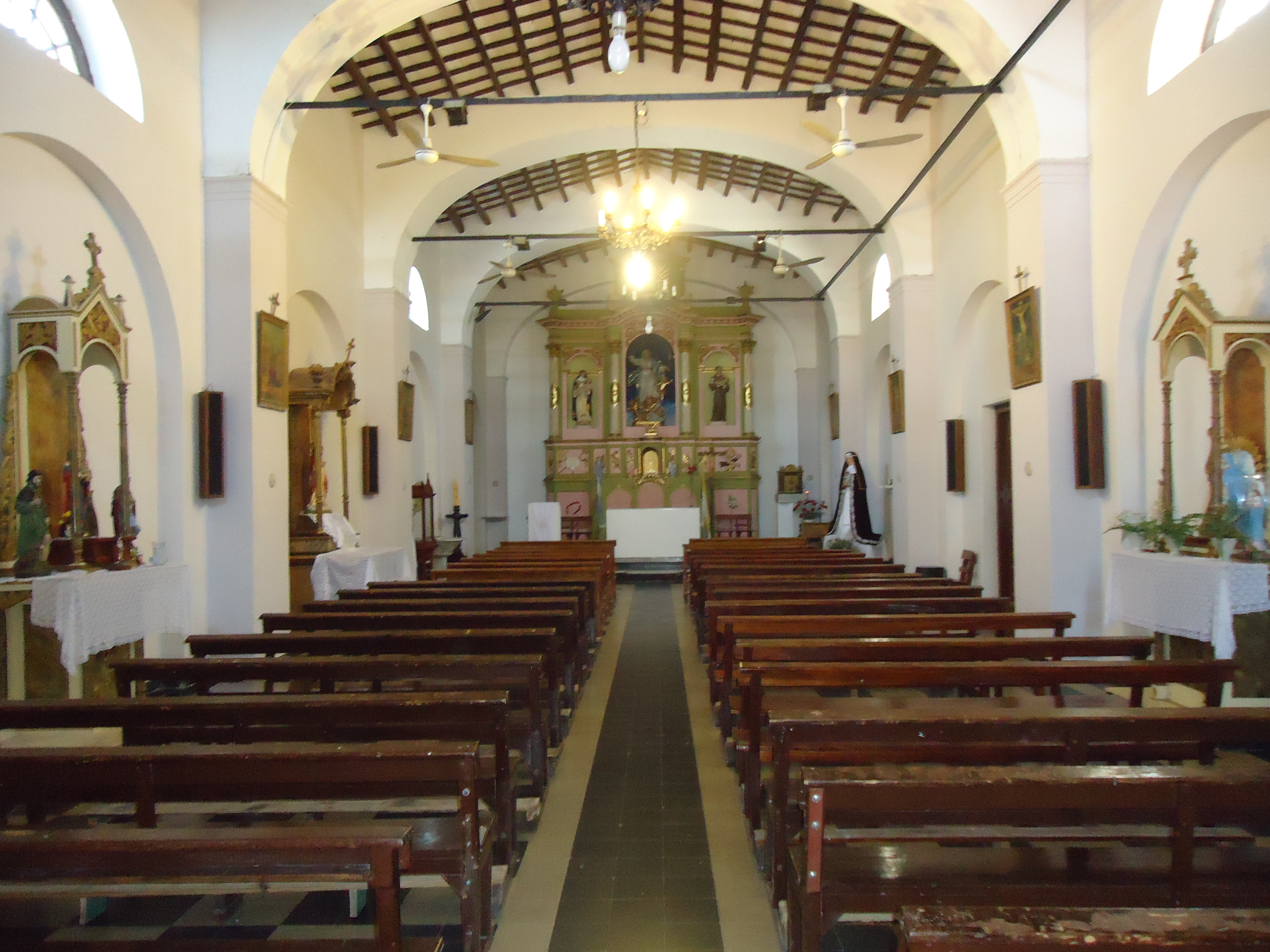
Imagen del interior de la Parroquia Santa Rosa de lima.

## Parroquia Santa Rosa de Lima
La obra se inicia en 1861 y se inaugura en 1863. Esta magnífica obra demandó tres años en construirse y está compuesta de tres naves, la principal dedicada al templo, y las laterales, para habitación de los padres y escuela pública de niños. El frente estaba rematado por hermosas torres. Bartolomé Mitre, entonces presidente de la Nación, dona el altar Mayor. El 15 de agosto de 1863 se hace la bendición del nuevo templo y se celebra la primera misa y el primer bautismo.-
Actualmente es Monumento histórico provincial.

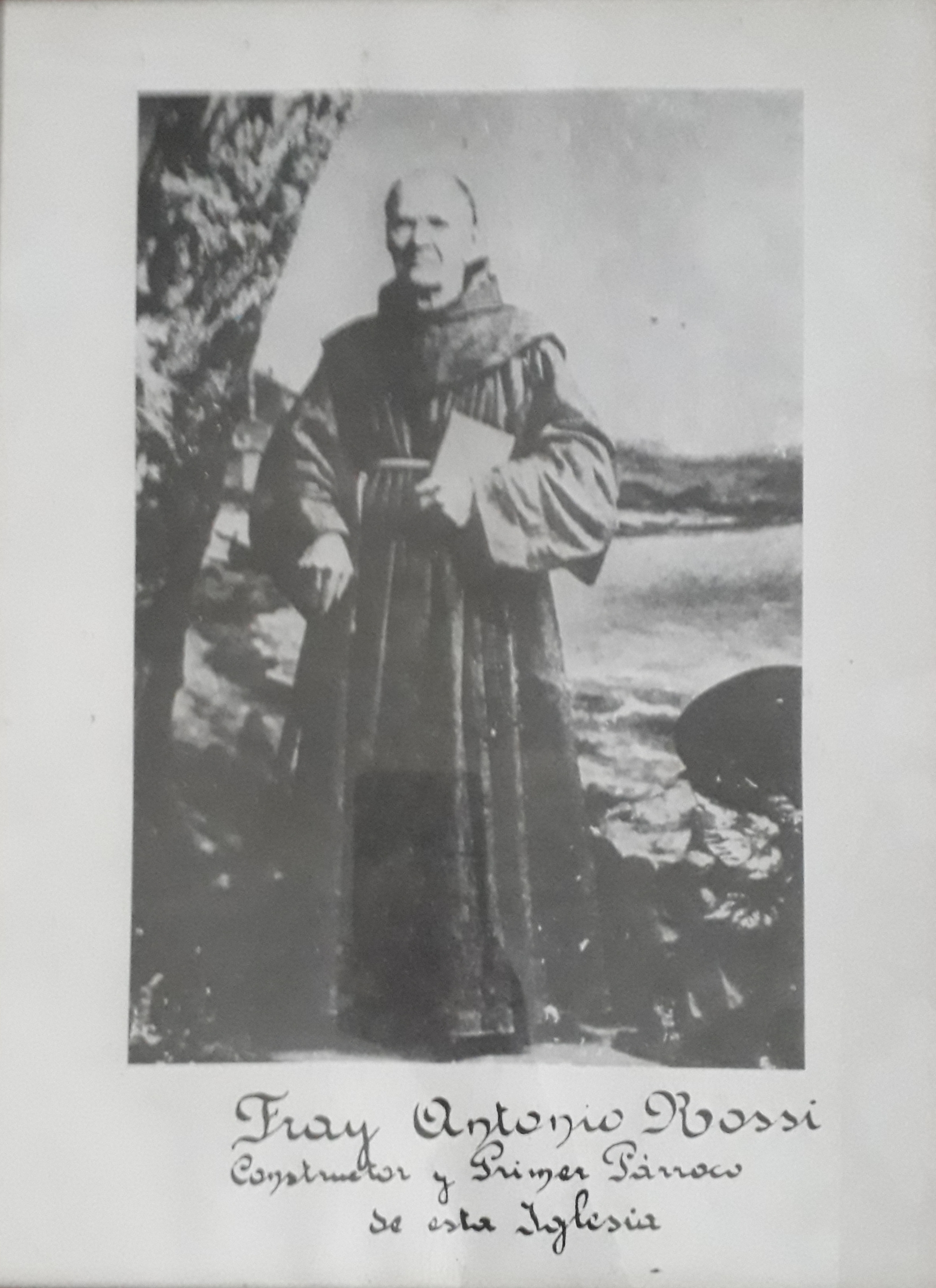
Fray Antonio Rossi (Constructor y primer párroco de la parroquia)

## Capilla San Antonio
La Capilla de San Antonio fue mandada a construir en 1902 por Ramón Silva, que había llegado al pueblo apenas unos años antes y habiendo aprendido rápidamente la lengua nativa, colaboraba en la organización de la Fiesta de San Antonio. Fue así que mandó a construir la capilla en terrenos de su propiedad como regalo a los nativos y su santo de devoción.  Se alza unos 3 km hacia el norte de la planta urbana, a la vera de la ruta N.º 1.
En junio de 2012, el gobernador de la provincia inaugura las obras de restauración de la capilla. 

## Museo comunal Aníbal Bergallo
Nacido del esfuerzo y las donaciones de la propia comunidad, el Museo Aníbal Bergallo (Falucho) es, desde agosto de 1994, el único reservorio histórico- cultural de Santa Rosa de Calchines.
Pequeño, este museo conserva una colección de enseres de los originarios, algunos de los cuales se hallaran en la escuelita de los indios, y otros tantos objetos, en su mayoría provenientes del siglo anterior. Se encuentra ubicado en la calle 1° Junta y Santa Fe.-

## Biblioteca popular
La Biblioteca Popular Domingo G. Silva de Santa Rosa de Calchines nace el 20 de octubre de 1918 como uno de los objetivos fundacionales de su institución "madre", el Centro Social Santa Rosa. En el año 2000, un grupo de vecinos decide recuperarla y en el año 2002 adquiere personería jurídica.  Se encuentra en Fray Antonio Rossi 488

## Bandera del Pueblo

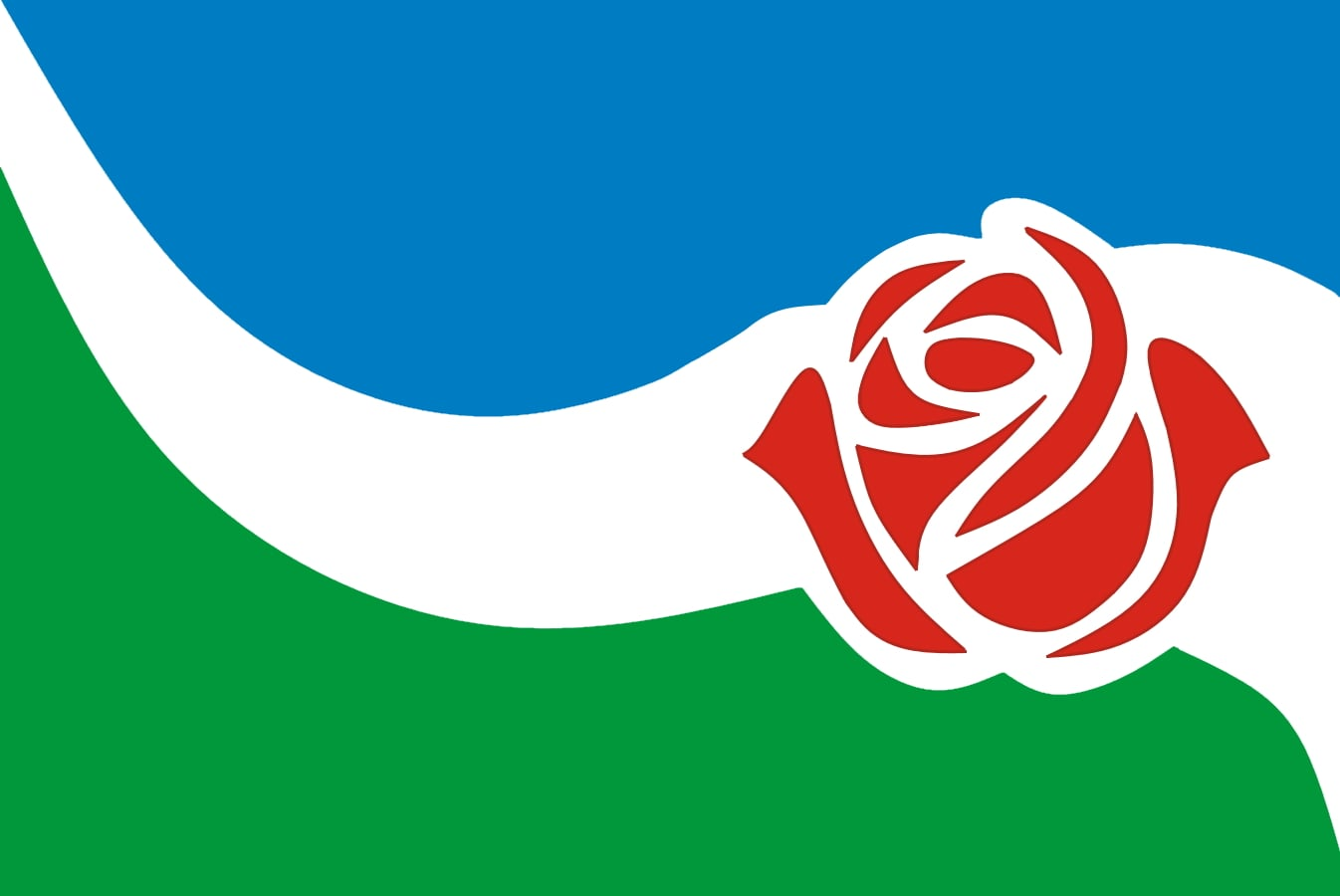
Bandera ganadora del certamen y actual emblema del pueblo.

La bandera se eligió entre 17 creaciones presentadas en el marco del certamen "Una Bandera para mi Pueblo" que realizó el Gobierno Comunal a través de la Secretaria de Cultura, Turismo y Prensa. El 15 de agosto del 2012 se dio a conocer el ganador del certamen, quien fue Agustín Weiss. 
El significado de la bandera es el siguiente:
La banda verde representa el color de las islas y de los campos, o sea, paisaje natural y rural de Santa Rosa de Calchines, destacándose el valor de los recursos naturales y de la producción agrícola y ganadera.
La banda azul significa el agua que atraviesa la región a través del río y del agua que se utiliza en los riegos artificiales de la zona.
La banda central blanca refiere al camino de la costa, punto de partida y de llegada de locales y visitantes, importante por el flujo de personas que eligen a Santa Rosa para disfrutar y vivir.
La rosa, de color rojo, sintetiza el nombre del pueblo y de la patrona de la localidad.

## Festividades
Enero
- Fiesta del Islero: tiene como objetivo brindar un pequeño homenaje a la mujer y al hombre "islero", mostrando sus actividades y costumbres.
- Fiesta de la cumbia
- Torneo de Fútbol Infantil "Costerito"
- Torneo de Fútbol Infantil "El Calchinito".

Febrero
- Corsos: desfilan comparsas locales y de localidades vecinas. Se realiza un fin de semana en el Paraje Los Zapallos y otro en el centro de Santa Rosa de Calchines.

Junio
- Fiesta Patronal de San Antonio: se celebra los 13 de junio de cada año. La fiesta a este Patrono ha ido cambiando en sus formas pero siempre mantiene la esencia, la devoción a San Antonio.

Agosto
- Fiesta Patronal de Santa Rosa de Lima: el 30 de agosto de cada año se celebra el día de otra de las Patronas de Santa Rosa de Calchines.

Septiembre
- Feria del Libro: Organizada por la Escuela N.º 6093.
- Fiesta Patronal de Nuestra Señora del Rosario de San Nicolás: se celebra el 25 de septiembre de cada año en el Paraje "Los Zapallos" ya que esta advocación es la patrona del mismo.

Octubre
- Farándula Estudiantil: estudiantes participan con la realización de carrozas.

Noviembre
- Fiesta del Sábalo: Realizada en Paraje "Los Zapallos".

## División
Barrios:
- El Faro de Calchines
- Bruno
- Loteo Calchines
- Malvinas
- Juan José Valle
- Aguaribay
- Federal
- Esperanza
- La Carlota
- San Antonio
- Brigadier Estanislao López
- Renacer
- Centro
- Campo de Mayo
- La Viña
- El Deseo
- Matadero
- Sur
- Tupac Amaru
- 70 Lotes
- Juan Manuel de Rosas
- Martín Miguel de Güemes
- Solares de Calchines
- La Delfina
- Don Fausto
- Dos Ombues
- María Petrona Zeballos

Parajes:
- Los Cerrillos
- Campo Iturraspe
- Campo Yossen
- El Tropezón
- El Timbó
- La Vuelta del Pirata
- El Leyes

## Educación
Santa Rosa de Calchines cuenta con una importante oferta educativa: 2 Jardines de infantes, 7 centros de educación primaria, 3 de secundaria, 1 de educación especial y el Instituto Superior de Profesorado N.º 10 "Mateo Booz" - Anexo Santa Rosa, que ofrece las carreras de Técnico Superior en Gestión Gastronómica y Técnico Superior en Hotelería.

## Centros de salud
- S.A.M.Co. Santa Rosa
- Clínica de la Familia
- Consultorios Integrales de la Costa
- Dispensario de Los Zapallos
- Dispensario de Barrio Malvinas

## Otras instituciones
- Centro de Jubilados y Pensionados Nacionales
- Club Atlético "Los Juveniles"
- Club Deportivo "Santa Rosa"
- Club Deportivo "Los Zapallos"
- Escuela de Fútbol Infantil "El sueño del pibe"
- Grupo de Danzas Folclóricas "Calchines"
- Escuela de Patín Artístico
- Escuela de hockey "Club Atlético Los Juveniles"
- Cooperativa de Vivienda y Provisión de Servicios Públicos y Asistenciales Santa Rosa Limitada

## Medios de comunicación
- Video Cable Santa Rosa
- Telecable color Santa Rosa.
- Radio fm 102.7
- InterHigh Banda Ancha Inalámbrica

## Parroquias de la Iglesia católica en Santa Rosa de Calchines
| Arquidiócesis | Santa Fe de la Vera Cruz |
| ------------- | ------------------------ |
| Parroquia     | Santa Rosa de Lima       |

## Hermanamientos
- La Rioja, Argentina (2017).[4]